# 日本国憲法第94条
日本国憲法 第94条（にほんこく（にっぽんこく）けんぽう だい94じょう）は、日本国憲法の第8章にあり、地方公共団体の権能について保障し規定している。

## 条文
日本国憲法、e-Gov法令検索。

第九十四条地方公共団体は、その財産を管理し、事務を処理し、及び行政を執行する権能を有し、法律の範囲内で条例を制定することができる。

## 沿革

### 大日本帝国憲法
なし

### 憲法改正要綱
なし

### GHQ草案
「GHQ草案」、国立国会図書館「日本国憲法の誕生」。

#### 日本語
第八十七条首都地方、市及町ノ住民ハ彼等ノ財産、事務及政治ヲ処理シ並ニ国会ノ制定スル法律ノ範囲内ニ於テ彼等自身ノ憲章ヲ作成スル権利ヲ奪ハルルコト無カルヘシ

#### 英語
Article LXXXVII.The inhabitants of metropolitan areas, cities and towns shall be secure in their right to manage their property, affairs and government and to frame their own charters within such laws as the Diet may enact.

### 憲法改正草案要綱
「憲法改正草案要綱」、国立国会図書館「日本国憲法の誕生」。

第九十地方公共団体ハ其ノ財産ヲ管理シ、行政ヲ執行シ及事務ヲ処理スルノ権能ヲ有シ、且法律ノ範囲内ニ於テ条例ヲ制定スルコトヲ得ベキコト

### 憲法改正草案
「憲法改正草案」、国立国会図書館「日本国憲法の誕生」。

第九十条地方公共団体は、その財産を管理し、事務を処理し、及び行政を執行する権能を有し、法律の範囲内で条例を制定することができる。

## 解説
地方公共団体に関する一般的な権能について規定するもので、特定の地方における行政機関としての役割を果たすことを定め、地方における独自立法としての条例制定権を認めている。
94条前段がいう「財産を管理」とは財産を取得・利用・処分することを、「事務を処理」は非権力的な事業を行うことを、「行政を執行」は権力的な統治的作用を行うことを意味するとされている。要するに94条前段は、地方公共団体が権力的作用、非権力作用にわたり広く権限を有することを一般的に定めたものである。ただ同条は具体的にいかなる事務を地方公共団体の事務とするかを明示するものではないので地方公共団体の事務については立法裁量を認めざるを得ない。条例の制定ができるのは、法律の範囲内、とされているが、この範囲内、という制約をめぐり、地方公共団体が独自に、条例において法律により規制されていない行為について規制すること、または、法律よりも厳しい基準において特定の行為を規制することなどの適法性が議論となる。

## 判例
- 売春等取締条例違反被告事件(最高裁判例 昭和33年10月15日)
- 大阪市売春勧誘取締条例事件(最高裁判例 昭和37年5月30日）憲法31条、憲法73条6号、b:地方自治法2条、b:地方自治法14条
条例で罰則を定めるには、法律の授権が相当程度に具体的であり、限定されていれば足りる。
- 奈良県ため池条例事件（最高裁判例 昭和38年6月26日）憲法29条
- 工作物除却命令無効確認(最高裁判例 昭和53年12月21日)
普通河川の管理について定める普通地方公共団体の条例において、河川法が適用河川又は準用河川について定めるところ以上に強力な河川管理の定めをすることは、同法に違反し、許されない。

- 香川県ネット・ゲーム依存症対策条例（高松地方裁判所　令和４年８月30日）